# ハル&チッチ歌族
ハル&チッチ歌族 （ハルアンドチッチかぞく）は、男女4人のファミリーソングユニットである。2008年に結成された。

## 概要
作詞担当は渡辺なつみ。家族ならぬ“歌族”のコンセプトで結成された湘南発ファミリーソングユニット。メンバーのハルとチッチは実の姉弟。なお、ドンパパとマーママは肉親ではない。

## メンバー
- ハル（シンガー）6歳（2008年時点）。神奈川県出身。チッチの弟。
- チッチ（シンガー）8歳（2008年時点）。神奈川県出身。ハルの姉。
- ドンパパ（作曲担当：DON-9（ドンク））ハル&チッチ歌族の作曲担当。
- マーママ（シンガー：MADOKA.）

## 代表曲
- 波乗りえびす
- お肉食べようのうた - 『モヤモヤさまぁ〜ず2』で肉料理を食べる場面でよくかかる歌。
  - 2012年3月25日放送の「鎌倉編」にて、たまたま入った喫茶店の主人の子供達が「ハル&チッチ」だったので、生歌を披露。ただし、さまぁ〜ずは「お肉食べようのうた」を知らなかった。その後2016年10月30日放送回で再度訪問した際には知っていた。
  - 『出川哲朗の充電させてもらえませんか?』でも肉料理を食べる場面でよくかかる。
- アロハえだまめ - NHK『みんなのうた』（2008年8月 - 9月）[2]
- 笑顔のうた - BSジャパン『だいすけ君が行く!ポチたま新ペットの旅』主題歌、メインボーカルは松本秀樹。
- ポチポチポチッと☆あいのうた - BSジャパン『まさはる君が行く!ポチたまペットの旅』主題歌。
- しあわせの時計 - NHK『みんなのうた』（2012年2月 - 3月）[3]

## ディスコグラフィ

### シングル
1. 波乗りえびす（ポリスター PSCR-6194 / 発売日:2008年6月4日）
2. NHKみんなのうた アロハえだまめ（徳間ジャパンコミュニケーションズ TKCA-73352 / 発売日:2008年9月3日）
3. おそばのロックンロール（ポリスター PSCR-6228 / 発売日:2009年2月18日）
4. 笑顔のうた（日本コロムビア COZC-489/90 / 発売日:2010年12月22日）
5. NHKみんなのうた しあわせの時計（日本コロムビア COZC-661/2 / 発売日:2012年3月21日）

### アルバム
1. 行く夏くる夏（ポリスター PSCR-6195 / 発売日:2008年8月6日）